# Schwaben
 For alternative betydninger, se Schwaben (flertydig). (Se også artikler, som begynder med Schwaben)
Schwaben er en historisk region i Tyskland og et sprogligt område. Området svarer til dagens Baden-Württemberg (hovedsageligt den del af området der tidligere var Württemberg og den tidligere preusiske enklave Hohenzollern) og det bayriske distrikt Schwaben. I middelalderen regnedes størstedelen af Schweiz og Alsace også til Schwaben. Tilsvarende hørte Liechtenstein og den vestlige del af Østrig med til Schwaben.
Ligesom ved bayerne, kaldes de derboende tyskere også for schwabere, hovedsageligt på baggrund af den lokale dialekt schwabisk(schwäbisch), dertil er de stærkt troende protestanter. Derudover siges det om schwaberne, at de går meget op i orden og renlig, samt at de er meget sparsommelige, men især har de ry for at være meget flittige. Det sidstnævnte lader sig i dag bekræfte af Baden-Württembergs og Bayerns gode økonomiske vækst, til sammenligning med andre tyske delstater.
Om forholdene i Middelalderen se: Schwaben (stammehertugdømme)
- Wikimedia Commons har flere filer relateret til Schwaben

48°24′N 10°00′Ø / 48.4°N 10°Ø